# Hong Hyun-seok
Hong Hyun-seok (Koreaans: 홍현석; Seoel, 16 juni 1999) is een Zuid-Koreaanse voetballer die doorgaans speelt als middenvelder. In augustus 2022 verruilde hij LASK Linz voor KAA Gent. Vanaf augustus 2024 speelt hij voor Mainz 05.

## Clubcarrière
In januari 2018 ging Hong van de jeugd van Ulsan Hyundai naar SpVgg Unterhaching. Hij maakte zijn professionele debuut voor Unterhaching in de 3. Liga op  27 februari 2019, toen hij als invaller voor Lucas Hufnagel in de 84ste minuut op het veld kwam tegen VfR Aalen, met een 1–4 verlies op verplaatsing.
Na een uitleenperiode aan FC Juniors OÖ speelde Hong een seizoen in de Oostenrijkse Bundesliga voor LASK Linz, voor hij naar KAA Gent kwam in de  Belgische Jupiler Pro League in augustus 2022 in de nasleep van een blessure van aanvaller Tarik Tissoudali, waardoor Hong de eerste Koreaan werd die voor de ploeg speelt.
Toen hij in België kwam, werd Hong onmiddellijk in het eerste elftal van Gent gebracht en scoorde hij een spectaculaire achterwaartse goal boven het hoofd na slechts 28 minuten in zijn debuut op verplaatsing tegen KV Oostende op 12 augustus 2022, dat Gent met 3-1 won.
In augustus 2024 stapte hij over naar de Duitse club FSV Mainz, die hem overnam voor 6 miljoen Euro.

## Clubstatistieken
| Seizoen     | Club                 | Competitie         | Competitie | Competitie | Competitie | Beker | Beker | Beker | Internationaal | Internationaal | Internationaal | Totaal | Totaal | Totaal |
| Seizoen     | Club                 | Competitie         | Wed.       | Dlp.       | Ass.       | Wed.  | Dlp.  | Ass.  | Wed.           | Dlp.           | Ass.           | Wed.   | Dlp.   | Ass.   |
| ----------- | -------------------- | ------------------ | ---------- | ---------- | ---------- | ----- | ----- | ----- | -------------- | -------------- | -------------- | ------ | ------ | ------ |
| 2018        | Ulsan Hyundai        | K-League 1         | 0          | 0          | 0          | 0     | 0     | 0     | —              | —              | —              | 0      | 0      | 0      |
| Club Totaal | Club Totaal          | Club Totaal        | 0          | 0          | 0          | 0     | 0     | 0     | 0              | 0              | 0              | 0      | 0      | 0      |
| 2018/19     | → spVgg Unterhaching | 3. Liga            | 7          | 0          | 0          | 3     | 0     | 0     | —              | —              | —              | 10     | 0      | 0      |
| Club Totaal | Club Totaal          | Club Totaal        | 7          | 0          | 0          | 3     | 0     | 0     | 0              | 0              | 0              | 10     | 0      | 0      |
| 2019/20     | → FC Juniors OÖ      | 2. Liga            | 28         | 0          | 5          | 2     | 0     | 0     | —              | —              | —              | 30     | 0      | 5      |
| 2020/21     | FC Juniors OÖ        | 2. Liga            | 24         | 2          | 4          | —     | —     | —     | —              | —              | —              | 24     | 2      | 4      |
| Club Totaal | Club Totaal          | Club Totaal        | 52         | 2          | 9          | 2     | 0     | 0     | 0              | 0              | 0              | 54     | 2      | 9      |
| 2021/22     | LASK                 | Bundesliga         | 24         | 0          | 5          | 4     | 0     | 1     | 12             | 1              | 2              | 40     | 1      | 8      |
| 2022/23     | LASK                 | Bundesliga         | 3          | 0          | 1          | 1     | 0     | 1     | —              | —              | —              | 4      | 0      | 2      |
| Club Totaal | Club Totaal          | Club Totaal        | 27         | 0          | 6          | 5     | 0     | 2     | 12             | 1              | 2              | 44     | 1      | 10     |
| 2022/23     | KAA Gent             | Jupiler Pro League | 21         | 5          | 4          | 3     | 2     | 0     | 8              | 1              | 2              | 32     | 8      | 6      |
| Club Totaal | Club Totaal          | Club Totaal        | 21         | 5          | 4          | 3     | 2     | 0     | 8              | 1              | 2              | 32     | 8      | 6      |
| TOTAAL      | TOTAAL               | TOTAAL             | 107        | 7          | 19         | 13    | 2     | 2     | 20             | 2              | 4              | 140    | 11     | 25     |

## Internationale carrière
Hong maakte deel uit van de Zuid-Koreaanse ploeg voor het jongensvoetbaltornooi tijdens de Olympische Jeugdzomerspelen 2014 in Nanjing, China. Hij startte in alle vier wedstrijden, in de Zuid-Koreaanse ploeg die de finale bererikte, waarin het met 1-2 verloor van Peru, waardoor het een zilveren medaille won als runner-up.
In 2016, maakte Hong opwachtingen in het Zuid-Koreaanse team onder 17 jaar.

## Clubcarrière
Hong maakte zijn debuut in het professionele voetbal bij SpVgg Unterhaching in de 3. Liga op 20-jarige leeftijd. Hij mocht invallen voor Lucas Hufnagel in de 84ste minuut tegen VfR Aalen. SpVgg Unterhaching verloor die wedstrijd uiteindelijk met 1-4.
Zijn debuut in de Belgische competitie bij KAA Gent tegen KV Oostende op 12 augustus 2022 ging gepaard met een omhaalgoal in de 29ste minuut. De wedstrijd werd met 1-3 gewonnen.

## Interlandcarrière
Hong werd geselecteerd voor het Olympische Jeugdzomerspelen 2014 in Nanjing, China. Hij startte in alle vier matchen en met Zuid-Korea greep hij net naast de gouden medaille door 1-2 te verliezen tegen Peru.
In 2016 speelde Hong vijf matchen voor het Zuid-Koreaans Voetbalelftal onder 17.
Hong werd daarna geselecteerd voor het AFC voetbalkampioenschap O23 in Oezbekistan. Hij speelde elke match, maar de ploeg werd later uitgeschakeld in de kwartfinale door Japan.